# Marooned Live
Marooned Live  è un album live del gruppo thrash metal tedesco Sodom, registrato a Zeche Carl nel 1994 e pubblicato nel 1995.

## Tracce
1. Intro – 0:35
2. Outbreak of Evil – 2:51
3. Jabba the Hut – 2:34
4. Agent Orange – 5:31
5. Jesus Screamer – 1:48
6. Ausgebombt – 2:51
7. Tarred and Feathered – 3:24
8. Abuse – 1:33
9. Remember the Fallen – 4:45
10. An Eye for an Eye – 4:00
11. Tired and Red – 5:06
12. Eat Me! – 2:54
13. Die Stumme Ursel – 3:20
14. Sodomized – 2:47
15. Gomorrah – 1:56
16. One Step over the Line – 4:16
17. Freaks of Nature – 2:53
18. Aber Bitte mit Sahne – 5:17
19. Silence Is Consent – 2:52
20. Wachturm/Erwachet – 4:24
21. Stalinhagel – 7:01
22. Fratricide – 2:53
23. Gone to Glory – 1:58